# Tomás Pérez de Estala
Tomás Pérez de Estala (ur. 15 stycznia 1754 w Villel, zm. 1827) – hiszpański rzemieślnik i przemysłowiec, do hiszpańskiego kopalnictwa wprowadził pierwsze maszyny parowe. Długoletni dyrektor Królewskiej Fabryki Sukna w Segowii, protegowany sekretarza stanu hrabiego Floridablanki.

## Życiorys

### Nauka w Hiszpanii
Tomás Pérez de Estala urodził się w 1754 w Villel, w aragońskiej rodzinie o skromnym pochodzeniu. Kiedy miał 10 lat, ojciec zabrał go do Walencji, gdzie najpierw przez cztery lata uczył się u mistrza ślusarza, a potem u nożownika. Następnie wyjechał do Saragossy, tu przez rok kształcił się w warsztacie ślusarskim braci Chacón. W 1771 przeniósł się do Barcelony, w której dwa lata pracował u wszechstronnego ślusarza Gaspara Ollera, a następnie u Mariana Espluguesa, specjalisty od mechanizmu dzwonów. Zatrudniał się także do pracy ślusarskiej przy budowie pałaców w okolicach miasta.

### Nauka we Francji
W 1776 postanowił wyjechać do Francji, aby uczyć się nowoczesnych technologii stosowanych w tamtejszym rzemiośle. Pracował w różnych warsztatach ślusarskich w Paryżu, skupiając się na nieznanych w jego kraju technikach. Własnoręcznie zaprojektował i zbudował maszynę do wycinania podeszew korkowych, która oszczędzała czas i materiał. Po roku spędzonym w Paryżu zaczął starać się o instytucjonalne wsparcie finansowe, aby móc odwiedzić nowoczesne centra przemysłowe we Francji i dalej się rozwijać. W 1778 izba handlowa w Barcelonie przyznała jemu i trzem innym kandydatom stypendium w wysokości 500 pesos rocznie na dalsze szkolenie we Francji. Stypendystów nadzorował hiszpański konsul w Hawrze José Pauló, który znajdował im posady w fabrykach. Dzięki temu Pérez de Estala odwiedził nowoczesne centra przemysłowe, takie jak kopalnie węgla we Fresnes, wyposażone w silnik parowy do drenażu. Konsul, który doceniał jego zdolności i wynalazki, zarekomendował dalsze szkolenie w Londynie, które jednak nie doszło do skutku. W listopadzie 1780 stypendyści wrócili do Barcelony. Z powodu problemów finansowych, spowodowanych wojną z Wielką Brytanią, wdrażanie nowych technologii zeszło na dalszy plan. Mimo interwencji konsula izba handlowa przez dwa lata nie zaoferowała im żadnego zatrudnienia.

### Inspekcja kopalni w Almadén
W 1783 powierzono mu inspekcję systemu osuszania kopalni rtęci w Almadén, która z powodu problemów z drenażem stała się niebezpieczna i mniej wydajna. Pérez de Estala surowo ocenił przestarzałe instalacje i zaproponował użycie maszyn parowych, z powodzeniem stosowanych w Anglii i Francji. W Hiszpanii pomysł ten był bardzo nowatorski, gdyż technologia parowa nie była dotychczas stosowana w krajowym kopalnictwie. Pierwszy sekretarz stanu, hrabia Floridablanca wolał poczekać na opinie innych inspektorów, których kontrole już wcześniej zaplanowano na ten sam rok. Należeli do nich inżynier Agustín de Betancourt, który sporządził szczegółowe raporty o stanie kopalni, nie proponując jednak innowacyjnych zmian, i chemik Fausto Elhuyar, którego kontrola prawdopodobnie się nie odbyła. Dopiero w 1785 fatalny stan systemów drenażu kopalni przyczynił się do decyzji o wdrożeniu zaleceń Péreza de Estali.

### Misja w Londynie
W 1786 Pérez de Estala został wysłany do Londynu z misją zakupienia maszyn parowych do kopalni w Almadén oraz z innymi zleceniami związanymi z przemysłem tekstylnym. W Londynie pomagał mu ambasador Bernardo del Campo, który umożliwił mu dostęp do licznych zakładów przemysłowych (de Estala odwiedził ich około 50) i kontakty z przedsiębiorcami i inżynierami. Jego podróże po wschodniej i południowej Anglii miały charakter szpiegostwa przemysłowego. Dzięki nim Pérez de Estala dokładnie poznał efekty rewolucji przemysłowej.
Zawarł znajomość z Johnem Wilkinsonem i odwiedził jego odlewnie stali w Bersham i Broseley. Obejrzał tam nowe maszyny parowe opatentowane w 1775 przez Boultona i Watta oraz sporządził raport o ich wyższości nad znanym mu dotychczas silnikiem Newcomena. Negocjował zakup trzech nowoczesnych maszyn u Wilkinsona, z pominięciem producentów i właścicieli patentu. Ostatecznie zamówił nie kompletne maszyny, a jedynie najważniejsze części, których nie można było wyprodukować w Hiszpanii, co później przysporzyło wielu problemów i poważnych opóźnień w ich instalacji. Tylko jedna maszyna parowa została skompletowana i zainstalowana w kopalni, proces ten trwał do 1799 lub według niektórych źródeł do 1805 roku. Za modernizację kopalni i wynikające z niej duże oszczędności dla korony otrzymał od Karola IV tytuł vasallo fiel.
Pérez de Estala wykorzystał znajomość z ambasadorem do promowania maszyn własnego projektu, takich jak piec do topienia szkła czy maszyna hydrauliczna do nawadniania. Wynalazki te zostały przez ambasadora gorliwie zarekomendowane sekretarzowi Floridablance i ministrowi Gálvezowi; projekty obejrzał też król Karol III wyrażając aprobatę.

### Fabryka w Segowii i kariera urzędnicza
W 1779 Laureano Ortiz de Paz kupił instalacje dawnej fabryki tkanin w Segowii, przekształcając ją w nowoczesny zakład przemysłowy (Fábrica Real de Paños de Ortiz de Paz). Zarówno fabryka, jak i rodzina Ortiza cieszyły się wsparciem i patronatem króla Karola III. Pod koniec lat 80., będący w podeszłym wieku, Ortiz de Paz starał się uporządkować sprawy administracyjne związane z fabryką i jej zarządzaniem. Ponieważ żaden z jego spadkobierców nie miał wykształcenia technicznego, król i sekretarz stanu Floridablanca uzgodnili małżeństwo najstarszej córki Ortiza, Lorenzy Ortiz de Paz y Llano z Pérezem de Estalą. Tenże, jako osoba o skromnym pochodzeniu, dzięki małżeństwu awansował nie tylko zawodowo, lecz także społecznie.
Korzystając z protekcji Burbonów, Pérez de Estala rozwijał również karierę urzędniczą. Kiedy w 1799 królowa Maria Ludwika odwiedziła fabrykę, zajmował już stanowisko comisario ordenador armii królewskiej oraz cieszył się przywilejem szlacheckim nadanym jemu i dzieciom Ortiza przez Karola IV. Należał do prestiżowego Królewskiego Madryckiego Towarzystwa Ekonomicznego Przyjaciół Kraju, miał też pałac w stolicy Hiszpanii przy placu del Ángel. Od 1808 zaczął kolekcjonować dzieła sztuki z pomocą rytownika Pedra Gonzáleza de Sepúlvedy. Być może z okazji jednego z awansów zamówił u nadwornego malarza Francisca Goi swój portret, który powstał ok. 1800–1805.
Po śmierci teścia w 1788 został zarządcą fabryki. Szybko przystąpił do modernizacji zakładu, planował wprowadzenie maszyn hydraulicznych, na które zaciągnął wysokie kredyty. Nie wiadomo, czy udało mu się je zainstalować – w latach 90. fabryka miała problemy finansowe. Kierował nią do 1805, kiedy tę funkcję przejął jedyny syn Ortiza, Bartolomé. Nie wiadomo, co działo się z fabryką w czasie wojny na Półwyspie Iberyjskim toczonej w latach 1808–1814, możliwe, że w 1809 została ograbiona przez wojska francuskie. W 1813 Pérez de Estala wrócił do zarządzania przedsiębiorstwem i podjął dalsze próby mechanizacji, których tragiczną konsekwencją był pożar w 1817, powstały prawdopodobnie w wyniku podpalenia o charakterze luddycznym. Fabrykę odbudowano, ale w 1820 kolejny pożar (prawdopodobnie także podpalenie) strawił ją niemal kompletnie; po nim utrzymano jedynie produkcję przędzy. Śmierć Péreza de Estali w 1827 oznaczała zamknięcie zakładu.